# Vlád Gizella
Vlád Gizella (dr. Berger Vilmosné) (Marosújvár, 1869. április 19. – Dés, 1916. július 31.) színésznő, Deák Péter színész és színigazgató első felesége.

## Pályafutása
Szülei Vlád Péter és Szász Anna. 1897-ben a Magyar Színház primadonnája volt. A vidékről szerződtette Relle Iván, a színház első igazgatója; majd amikor Beöthy László lett a Magyar Színház igazgatója, Komáromi Mariskával kellett megosztania szerepkörét, sőt mellette háttérbe is szorult. Aztán egy sereg fiatal tehetség támadt Rákosi Szidi és Beöthy László keze alatt, akik új hangot hoztak a színpadra és Vlád Gizella jobbnak látta elvonulni. Utolsó fellépte a »Balek«-ben volt 1899. október 27-én. 1899. október 19-én Budapesten férjhez ment Berger Vilmos orvoshoz (szül. Szilágysomlyó, 1864. július 12.) és nem tért vissza a színpadra soha többé. Tehetséges színésznő volt és terjedelmes hangja, szép megjelenése predesztinálták rá, hogy primadonna legyen.